# Passage du Gois

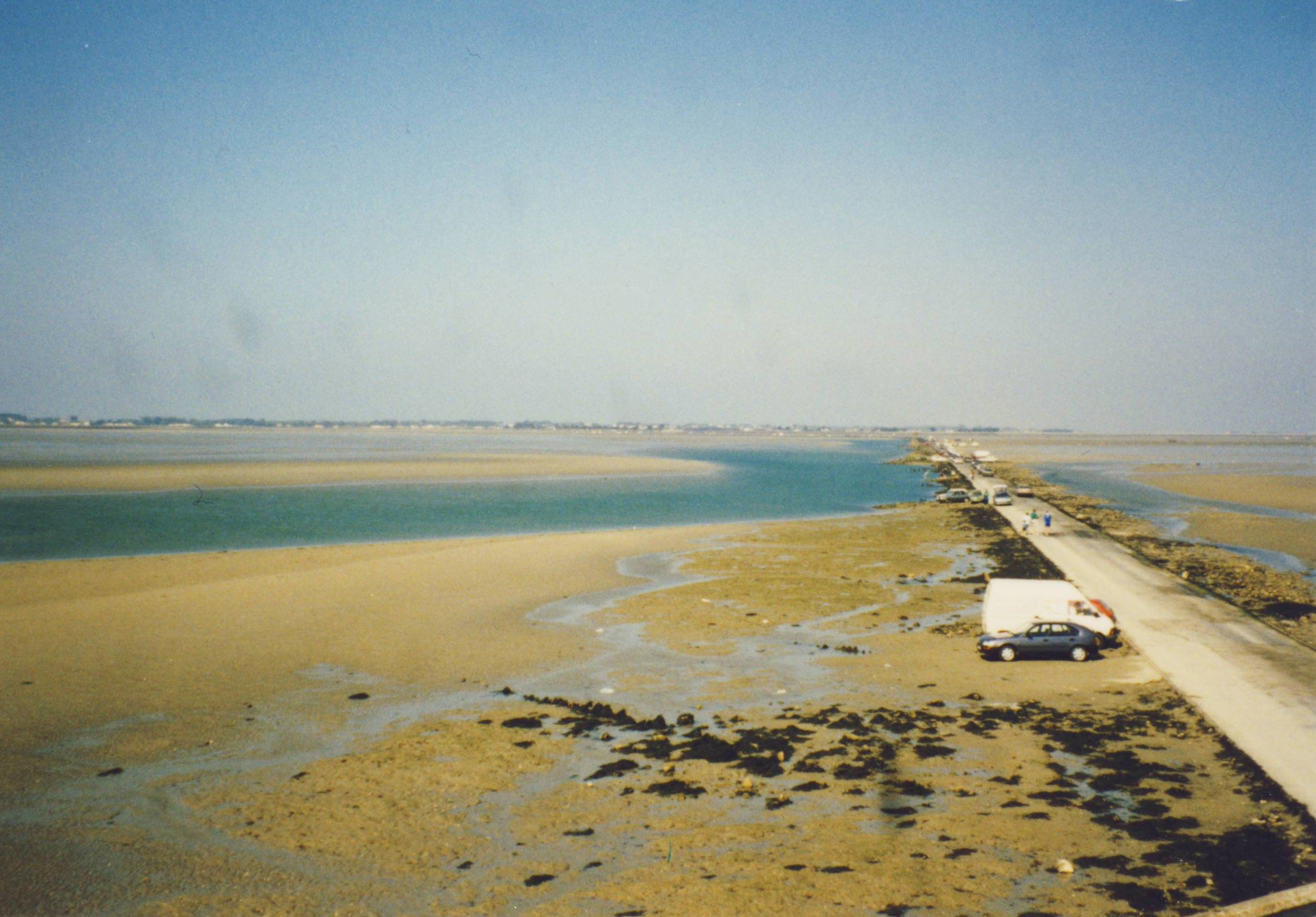
Passage du Gois, Blickrichtung Festland

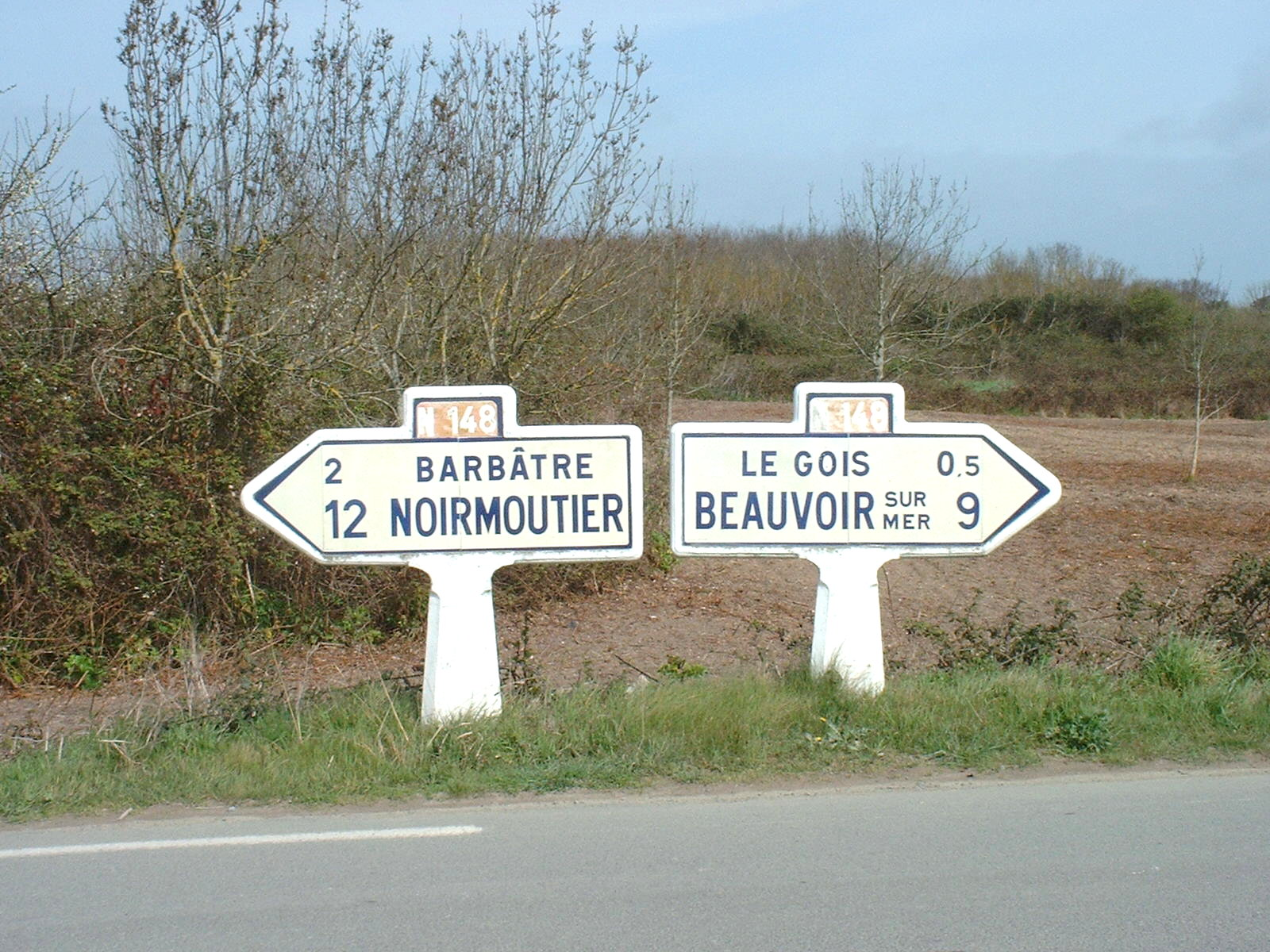
Wegweiser auf der Île de Noirmoutier: Le Gois 0,5 Kilometer

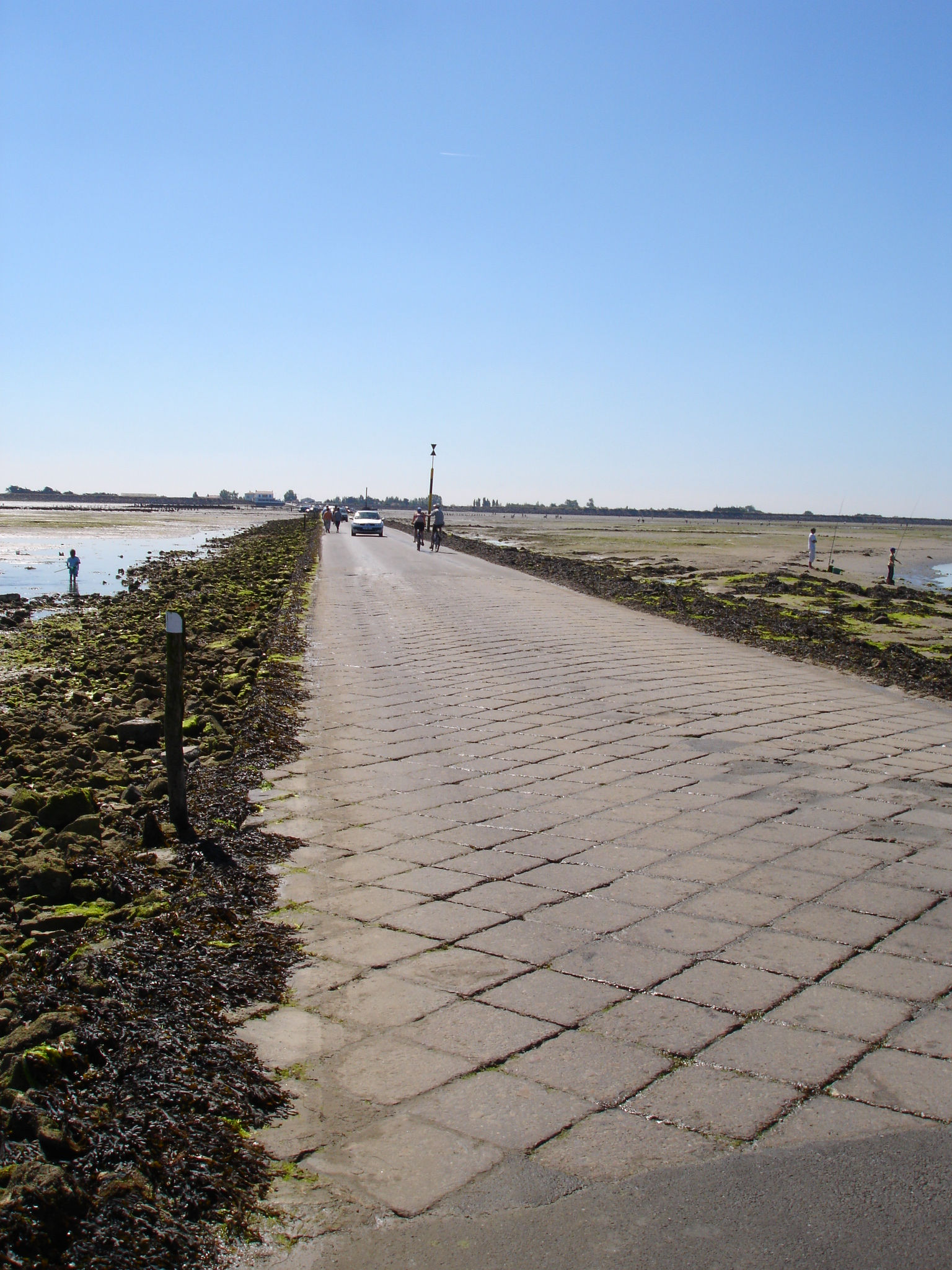
Der Gois bei Niedrigwasser

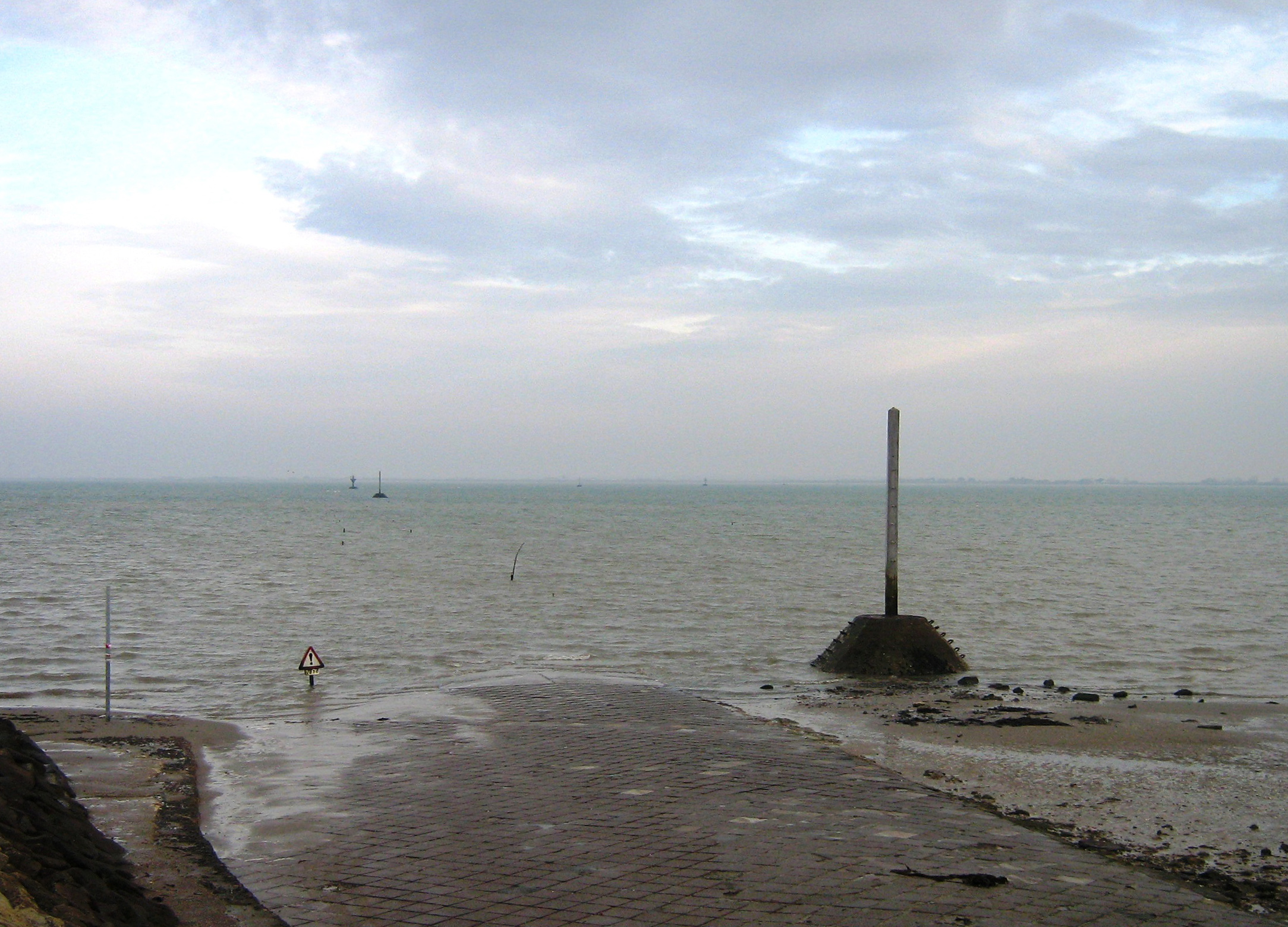
Der Gois bei Hochwasser

Die Passage du Gois (oft nur: Le Gois) ist eine straßenbauliche Kuriosität in Frankreich. Sie ist ein Teil der ehemaligen Nationalstraße 148 zwischen Noirmoutier-en-l’Île und Limoges. Seit 1973 als Départementsstraße D 948 verläuft sie im Naturschutzgebiet Baie de Bourgneuf zwischen der Île de Noirmoutier und Beauvoir-sur-Mer auf dem Festland.

## Gezeiten
Der Gois ist nur gezeitenabhängig nutzbar. Bei Niedrigwasser ist die Benutzung möglich, bei Hochwasser ist die Fahrbahn von etwa zwei bis drei Meter Wasser vollständig überflutet. Die Höhe des Wasserspiegels schwankt allerdings stark: Bei einer Nippflut und ruhigen Wetterbedingungen ist die Fahrbahn auch beim Wasserhöchststand der Flut weniger als einen Meter hoch bedeckt, bei einer Springflut und ungünstigen meteorologischen Bedingungen kann der Wasserhöchststand bis zu 4,5 Meter über der Fahrbahn liegen.
Es gibt einige weitere Straßen dieses Typs – außergewöhnlich an der Passage du Gois ist ihre Länge von 4,5 Kilometer.

## Etymologie
Der im Département Vendée verwendete Ausdruck gois hat die gleiche Bedeutung wie gué im Hochfranzösischen. Es bedeutet einfach ‚Furt‘.

## Geschichte
Bei der Entstehung der Baie de Bourgneuf im Quartär brachten Meeresströmungen aus Norden und Süden große Mengen Sand mit sich, die sich zwischen Insel und Festland ablagerten.

### 18. Jahrhundert
Bereits 1702 überprüfte der französische Marschall Chamilly, ob die Gerüchte, dass man zu Fuß die Insel Noirmoutier erreichen und verlassen könne, zutreffen. Er fand drei Inselbewohner, die bereit waren, bei Niedrigwasser zu Fuß von der Insel zum Festland durch das Wasser zu waten. Er selbst nahm mit dem Boot einen anderen Weg. Anderthalb Stunden später trafen sie sich auf dem Festland an der vereinbarten Stelle und nahmen ihren Lohn in Empfang. Dann machten sie sich auf den Weg zurück zur Insel, wobei sie erklärten, dass sie noch genügend Zeit für den Rückweg hätten.
Im Vendée-Krieg während der Französischen Revolution war die Île de Noirmoutier Zufluchtsort der Royalisten. Verfolger der revolutionären Armee wurden beim Marsch auf die Insel von der Flut erfasst.
Bis ins 18. Jahrhundert bewerkstelligten die Anlieger den gefährlichen Übergang zur Insel fußläufig über Sandbänke. Dann wurden Fundamente gegründet, um Bewegungen der Sandbänke zu verhindern. Sie sind die Grundlage für den heutigen Fahrbahndamm. Obwohl die Zeiten für Hoch- und Niedrigwasser an der Passage angezeigt werden, kommt es immer wieder zu Zwischenfällen mit Fußgängern und Fahrzeugen.

### 1920 bis 1940

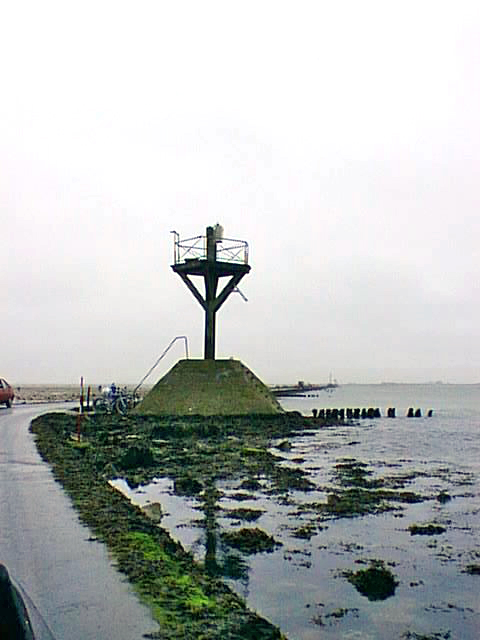
Rettungsinsel mit Plattform

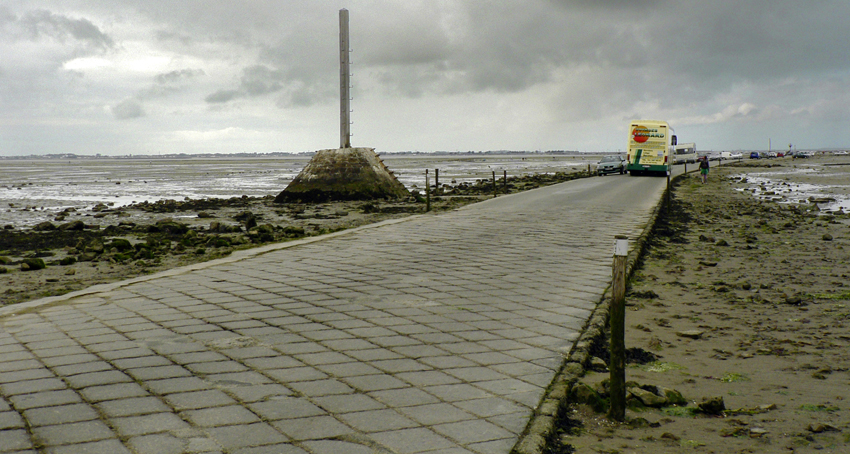
Passage du Gois mit „Mât de perroquet“

Erhebliche Verbesserungen hinsichtlich Fahrkomfort und Sicherheit brachte das Jahr 1924, als die Passage geschottert wurde. Außerdem wurden drei Rettungsinseln mit je einer Plattform errichtet, die auch bei Flut vom Meer nicht erreicht wird. Auf sie können sich Passanten flüchten, wenn sie von der Flut überrascht werden. Sechs weitere Dalben tragen eine lange Stange mit Sprossen, um außer Reichweite der See zu kommen. Im Volksmund werden sie als „Mâts de perroquets“ (Papageienmasten) bezeichnet.
In den Jahren 1935 bis 1939 wurde der Weg mit Platten belegt. Nur bei Niedrigwasser konnte gearbeitet werden, das heißt, zweimal täglich zwei Stunden lang. Gegen den Druck der Strömung ist die Fahrbahn durch Spundwände geschützt. Inzwischen wurde ein Teil der Strecke zusätzlich asphaltiert.

### Der Gois während des Zweiten Weltkriegs
Sowohl bei der Besetzung der Insel im Juni 1940 als auch beim Rückzug von der Insel von Juli bis August 1944 benutzte die deutsche Wehrmacht den Gois. In der Zeit der Besetzung war die Insel Sperrgebiet. Das Betreten und Verlassen der Insel war nur Personen erlaubt, die einen entsprechenden Passierschein hatten. An beiden Enden der Passage waren Kontrollstellen der Wehrmacht eingerichtet. Trotzdem gelang es in dieser Zeit mehr als 100 Personen, die ohne Passierschein waren, sich an den Kontrollen vorbei zu schmuggeln. Es handelte sich mehrheitlich um Menschen, die der Zwangsverpflichtung, am Bau der deutschen Verteidigungsstellungen mitzuwirken, entflohen waren.

### Der Gois seit 1945

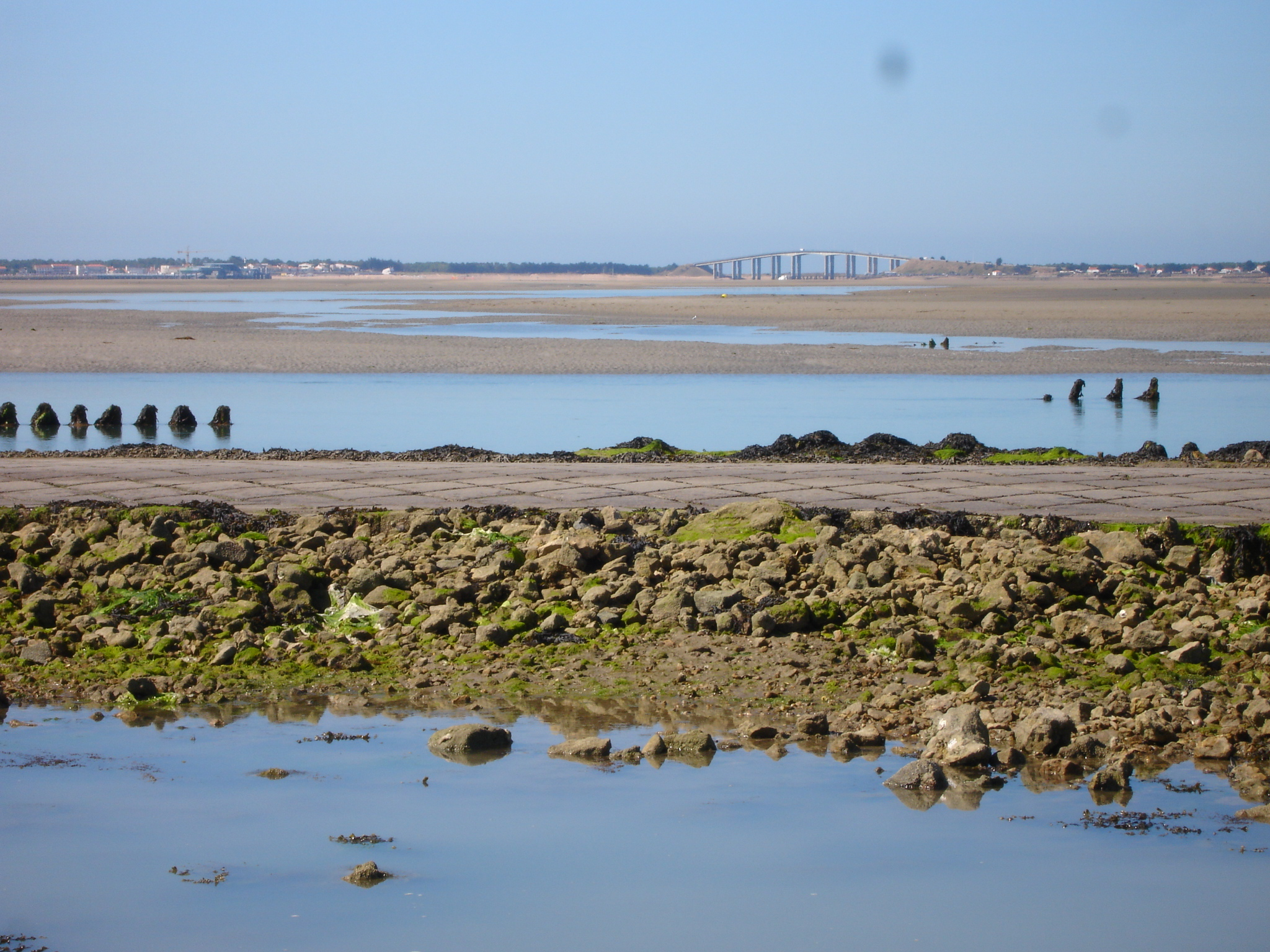
Passage du Gois, im Hintergrund die Brücke Pont de Noirmoutier

Mit zunehmender Motorisierung ab der Mitte des 20. Jahrhunderts nahm auch der Verkehr über die Passage immens zu: 1962 wurden rund 400.000 Überquerungen gezählt, 1970 waren es rund 910.000. Da sich der Verkehr auf wenige Stunden pro Tag beschränken musste, kam es zunehmend zu Staus. Der Bau einer Alternativverbindung zwischen Festland und Insel wurde immer dringender. Seit Mitte 1971 steht zusätzlich die Pont de Noirmoutier zur Verfügung. Die Zahl der Fahrten über die Passage nahm daraufhin rapide ab, auch wenn die Brücke in den ersten Jahren mautpflichtig war: 1971 wurden 760.000 gezählt, 1980 waren es noch 530.000. Die Hauptreisezeit war jeweils der Monat August, in welchem jeweils rund 25 Prozent aller Überquerungen eines Jahres stattfanden. Die offiziellen Zählungen wurden mit Jahresende 1982 eingestellt. Schätzungen gehen für die Jahre nach 2010 von jährlich etwa 200.000 bis 300.000 Fahrzeugen aus, die die Passage benutzen.

## Sportveranstaltungen
Bei der Tour de France 1999 gab es auf der zweiten Etappe von Challans nach Saint-Nazaire auf der nassen und rutschigen Passage du Gois einen Massensturz, der das Fahrerfeld in zwei Gruppen teilte. Die erste Etappe der Tour de France 2011 wurde auf der Passage gestartet.
Seit 1987 finden jährlich an einem Samstag in der zweiten Junihälfte Wettrennen über die Furt statt – genannt 'Les Foulées du Gois'. Das Programm für 2013 sah folgendes vor: Die insgesamt etwa 1000 Teilnehmer starteten in verschiedenen Altersklassen zu insgesamt sechs Rennen mit Strecken von 1000, 1500, 3200 und 8000 Meter. Höhepunkt und Abschluss der Veranstaltung war der sechste Lauf, das sogenannte Rennen gegen das Meer (Course contre la mer): 30 Läufer starteten zweieinhalb Stunden nach dem Wassertiefststand. Das ist der Zeitpunkt, an dem das ansteigende Wasser die Fahrbahn erreichte. Rekordhalter ist seit 1990 Dominique Chauvelier mit 12 Minuten und 8 Sekunden.